# 학진
학진(본명: 양학진, 1991년 8월 16일 ~ )은 대한민국의 배우이다.

## 학력
- 명지대학교 경기지도학과

## 출연작

### 드라마
- 《일단 뜨겁게 청소하라》 (2018년, JTBC) - 이동현 역
- 《소울 드라이버》 (2018년, 웹드라마) - 시완 역
- 《아버지가 이상해》 (2017년, KBS2) - 연태수 역 (특별출연)
- 《솔로몬의 위증》 (2016년, JTBC) - 김동현 역
- 《통 메모리즈》 (2016년, 웹드라마) - 김진우 역 (특별출연)
- 《악몽선생》 (2016년, 웹드라마) - 석필호 역
- 《더 미라클》 (2016년, 웹드라마) - 한교석 역

### 방송
- 《소사이어티 게임 시즌 2》 (tvN)
- 《우리동네 예체능》 (KBS2)
- 《혼자 왔어요》 (2017년, KBS2)

### 뮤직비디오
- 투아이즈 - PIPPI (2015년)
- 왁스 - 그랬으면 좋을텐데 (2014년)